# Ancud (zatoka)
Ancud (hiszp. Golfo de Ancud) – zatoka Oceanu Spokojnego oddzielająca archipelag Chiloé od kontynentalnej części Chile.
Na południu łączy się z zatoką Corcovado, a na północnym zachodzie z Oceanem Spokojnym poprzez cieśninę Chacao.